# Thom Tillis
Thomas Roland "Thom" Tillis (født 30. august 1960 i Jacksonville) er en amerikansk republikansk politiker. Han er medlem af USA's senat valgt i North Carolina siden 2015. Han er tidligere medlem af Repræsentanternes hus i North Carolina (2007-2015); de sidste fire år som Speaker of the House.